# Eddie Hazell
Edward Hazell (* 1934 in New Jersey; † 2. November 2010) war ein US-amerikanischer Jazz-Gitarrist und -Sänger.

## Leben und Wirken
Hazell wuchs im Raum Little Falls (New Jersey) auf und begann schon während seiner Highschoolzeit als professioneller Musiker mit einer Band namens The 3 Echoes aufzutreten. Nach Ableistung seines Militärdienstes während des Koreakrieges arbeitete er zunächst außerhalb der Musikszene. Ende der 1950er Jahre ging er wieder auf Tournee und spielte in Clubs wie Mr. Kelley's in Chicago, der Town Tavern in Toronto und in The Tenement, The Happy Medium und The Most in Manhattan. In den 1960er Jahren trat er gemeinsam in Chicagoer Clubs mit dem Komödianten Bill Cosby auf, ferner mit Rich Little im Four Seasons in New York und im Americana Hotel in Puerto Rico. 1961 legte er ein erstes Album vor; in den folgenden Jahren hatte er Auftritte in Fernsehshows wie Merv Griffin Show, AM New York, Today Show, Kraft Music Hall und Broadway Tonight. Erfolgreich gastierte er auch in Japan.
Mitte der 1970er Jahre konzertierte er mit eigenem Trio im New Yorker Stryker's Pub, außerdem wirkte er als Sänger und Schauspieler in zahlreichen Jingles mit. Er arbeitete ansonsten meist im Raum New York und New Jersey im Trio mit dem Schlagzeuger Lou Slingerland (später Vinnie LeBue) und dem Bassisten Bernie Taylor (später Jim Hankins).
Seit den 1980er Jahren litt er an der Parkinson-Krankheit und musste seine Musikerkarriere aufgeben.
Der mit ihm befreundete Edward Petkus, emeritierter Professor an der William Paterson University, schrieb die Biographie Someone Out There is Listening: The Life of Eddie Hazell, Jazz Guitar-Vocalist.
Hazell ist nicht mit dem R&B-Gitarristen Eddie Hazel zu verwechseln.

## Diskographische Hinweise
- Take Your Shoes Off Baby (Monmouth, 1976)
- Eddie Hazell in Concert (Eden)
- Eddie Hazell Live From The Embers
- Take Your Shoes Off Baby (Audiophile, 1979)
- Sugar, Don't You Know (Audiophile, 1980)
- Eddie Hazell Live At Gulliver's (Audiophile, 1983)